# Ринатия
Ринатия (ивр. רינתיה‎) — мошав, расположенный в центральной части Израиля, между городами Петах-Тиква и Йехуд возле шоссе 40. Административно относится к региональному совету Хевель Модиин. 

## История
Мошав был создан в 1949 году иммигрантами из Марокко. Ринатия означает «Песнь Бога» и является незначительным изменением от имени брошенной арабской деревни «Рантийя», находившейся неподалёку от мошава и захваченной в результате войны за независимость в ходе операции Дани.

## Население
По данным Центрального статистического бюро Израиля, население на начало 2020 года составляло 1 205 человек.